# Tetraxanthus bidentatus
Tetraxanthus bidentatus är en kräftdjursart som först beskrevs av Alphonse Milne-Edwards 1880.  Tetraxanthus bidentatus ingår i släktet Tetraxanthus, överfamiljen Xanthoidea, ordningen tiofotade kräftdjur, klassen storkräftor, fylumet leddjur och riket djur. Inga underarter finns listade i Catalogue of Life.